# Награди „Оскар“ (83-та церемония)
Осемдесет и третата церемония по връчване на филмовите награди „Оскар“ се провежда на 27 февруари 2011 г. в Кодак Тиътър в американския град Лос Анджелис. Номинациите са обявени на 25 януари същата година.

## Награди
| Най-добър филм | Най-добър режисьор |
| --- | --- |
| - Речта на краля - 127 часа - Черният лебед - Боецът - Генезис - Децата са добре - Социалната мрежа - Играта на играчките 3 - Непреклонните - Зимен дар | - Том Хупър – Речта на краля - Дарън Аронофски – Черният лебед - Итън Коен и Джоел Коен – Непреклонните - Дейвид Финчър – Социалната мрежа - Дейвид Ръсел – Боецът |
| Най-добра мъжка роля | Най-добра женска роля |
| - Колин Фърт – Речта на краля - Хавиер Бардем – Бютифул - Джеф Бриджис – Непреклонните - Джеси Айзенбърг – Социалната мрежа - Джеймс Франко – 127 часа  | - Натали Портман – Черният лебед - Анет Бенинг – Децата са добре - Никол Кидман – Заешка дупка - Дженифър Лорънс – Зимен дар - Мишел Уилямс – Блу Валънтайн        |
| Най-добра поддържаща мъжка роля | Най-добра поддържаща женска роля |
| - Крисчън Бейл – Боецът - Джон Хоукс – Зимен дар - Джереми Ренър – Градът - Марк Ръфало – Децата са добре - Джефри Ръш – Речта на краля                 | - Мелиса Лео – Боецът - Ейми Адамс – Боецът - Хелена Бонъм Картър – Речта на краля - Хейли Стайнфелд – Непреклонните - Джаки Уийвър – Животинско царство           |

## Множество номинации
| Заглавие на български                        | Оригинално заглавие                           | Номинации | Награди |
| -------------------------------------------- | --------------------------------------------- | --------- | ------- |
| Речта на краля                               | The King's Speech                             | 12        | 4       |
| Непреклонните                                | True Grit                                     | 10        |         |
| Генезис                                      | Inception                                     | 8         | 4       |
| Социалната мрежа                             | The Social Network                            | 8         | 3       |
| Боецът                                       | The Fighter                                   | 7         | 2       |
| 127 часа                                     | 127 Hours                                     | 6         |         |
| Черният лебед                                | Black Swan                                    | 5         | 1       |
| Играта на играчките 3                        | Toy Story 3                                   | 5         | 2       |
| Децата са добре                              | The Kids Are All Right                        | 4         |         |
| Зимен дар                                    | Winter's Bone                                 | 4         |         |
| Алиса в Страната на чудесата                 | Alice in Wonderland                           | 3         | 2       |
| Бютифул                                      | Biutiful                                      | 2         |         |
| Хари Потър и Даровете на Смъртта: Първа част | Harry Potter and the Deathly Hallows – Part 1 | 2         |         |
| Как да си дресираш дракон                    | How to Train Your Dragon                      | 2         |         |